# NGC 3345
NGC 3345 is een hemelobject van twee sterren in het sterrenbeeld Leeuw. Het hemelobject werd op 19 maart 1784 ontdekt door de Duits-Britse astronoom William Herschel.